# سراج سند
سراج سند مصمم أزياء سعودي، ولد في مدينة جدة عام 1969م. يعد من المصممين الذين لهم دور كبير في تجديد هوية الأزياء السعودية بنظرة إبداعية، ويتميز بقدرته على الإبتكار والإبداع في أزياء النساء والرجال، وتميزه في المزج بين الموروث الشعبي السعودي القديم والرؤية الحديثة لعالم الأزياء. ويعرف بأنه «مصمم المشاهير والنجوم»، وذلك لعلاقته بعدد كبير من نجوم الفن الغنائي والدرامي من خلال تصميم الأزياء التي يرتدونها.

## التعليم
- درس في المعهد العالي للعلوم المالية والتجارية.[5]

## مشاركات
- أول ظهور له كان في أسبوع أزياء الهوت كوتور في القاعة الكبرى في والدورف أستوريا في بارك أفينيو في مدينة نيويورك.
- كُلف بتصميم الملابس لألعاب التضامن الإسلامي عام 2005م.
- كُلف بتصميم ملابس المنتخب السعودي لكرة القدم المشارك في كأس العالم في ألمانيا عام 2006م.
- صمم الزي الرسمي الخاص بوزارة الحج لعام 1429هـ.[6]
- كلف بتصميم أزياء الفنانين المشاركين في أوبريت مهرجان الجنادرية (20).[7]
- شارك في فعاليات الأيام الثقافية السعودية في باريس التي أقيمت في أبريل عام 2012م في مسرح اليونسكو.[8]
- كُلف بتصميم أزياء الفنانين المشاركين في أوبريت مهرجان الجنادرية (28) عام 2013م.[9]